# Las entretenidas
Las entretenidas es una obra de teatro de Miguel Mihura estrenada el 12 de septiembre de 1962 en el Teatro de la Comedia de Madrid.

## Argumento
Fany es una joven de Badajoz que se instala en Madrid para ejercer la profesión más antigua del mundo. En esa labor conoce y se enamora de José, uno de sus maduros  clientes. Fany está dispuesta a dejarlo todo por su amado, aunque él la rechaza, temeroso de las habladurías de la sociedad.

## Personajes
- Fany
- José
- Sofi
- Feli
- Cloti
- Pili
- Juli
- Don Vicente

## Representaciones destacadas
- Teatro (estreno, en 1962). Intérpretes: Julia Gutiérrez Caba, Rafael Alonso, Julia Caba Alba, Carmen Lozano, Charo Moreno, Ana María Ventura, Pilar Laguna, Antonio Garisa.
- Cine (1969, con el título de Las panteras se comen a los ricos). Dirección: Ramón Fernández. Intérpretes: Fernando Fernán Gómez, Patty Shepard, Manolo Gómez Bur, Fiorella Faltoyano, Ingrid Garbo, Mara Goyanes, Gracita Morales, María Luisa San José.
- Televisión (27 de dic. de 1976, en el espacio Teatro, de TVE). Dirección y realización: Luis Calvo Teixeira. Intérpretes: Julia Martínez, Ricardo Merino, Mari Carmen Yepes, Valeriano Andrés, Julia Trujillo, Elena Fernán Gómez, María Fernanda Gaona.
- Teatro (2002). Intérpretes: Blanca Marsillach, Juan Lombardero, Marisol Ayuso, Beatriz Martín, Mayte Cuenca.